# Bobby Keys
Bobby Keys (Slaton, 18 december 1943 – Franklin, 2 december 2014) was een Amerikaanse saxofonist en sessiemuzikant, die vooral in de jaren zeventig succes boekte. Hij werkte samen bekende bands en artiesten als The Rolling Stones, Lynyrd Skynyrd,  Harry Nilsson, George Harrison, John Lennon, Eric Clapton, Joe Cocker en vele anderen.

## Levensloop
Bobby Keys groeide op in Texas. Zijn muzikale loopbaan begon in zijn tienerjaren, toen hij toerde en meespeelde met rock-'n-rollartiesten Buddy Holly en Buddy Knox. Keys' grote doorbraak kwam toen zijn samenwerking met de Britse rockband The Rolling Stones begon. Keys speelde mee op albums van die uitkwamen van 1969 tot 1974 en die van 1980 tot 2009. Opvallend en bekend is zijn saxofoonsolo in het nummer Brown Sugar, dat verscheen op het album Sticky Fingers. Behalve in de opnamestudio's, speelde Keys sinds de begin jaren zeventig mee met concerten van de Stones.
Naast zijn samenwerking met The Rolling Stones, speelde Keys als sessiemuzikant met vele bekende bands en artiesten. Vaak betrof het studio-opnamen, waarbij Keys als saxofonist mede vorm gaf aan de blaaspartijen. Zo deed hij dit onder andere bij Eric Claptons eerste solo-album en bij ex-leden van The Beatles. Ook toerde hij met verschillende artiesten. Een bekende live-opname verscheen op Joe Cockers livealbum Mad Dogs & Englishmen, waarop Keys te horen is.
Keys overleed in 2014 op 70-jarige leeftijd in zijn huis te Franklin, Tennessee. Hij overleed aan de gevolgen van cirrose.

## Discografie (selectie)
- The Rolling Stones, Let It Bleed, Exile on Main St., Sticky Fingers, Goats Head Soup, Emotional Rescue, Stripped
- Joe Cocker, Mad Dogs and Englishmen
- George Harrison, All Things Must Pass
- John Lennon, Sometime In New York City, Walls and Bridges, Rock 'n' Roll
- Keith Richards, Talk Is Cheap, Live at the Hollywood Palladium, December 15, 1988
- Ringo Starr, Ringo, Goodnight Vienna
- Ronnie Wood, 1234, Gimme Some Neck, Mahoneys Last Stand
- B.B. King, B. B. King in London
- Barbra Streisand, Barbra Joan Streisand
- Carly Simon, No Secrets, Hotcakes
- Chuck Berry, Hail! Hail! Rock 'n' Roll
- Delaney, Bonnie & Friends, On Tour with Eric Clapton
- Donovan, Cosmic Wheels
- Dr. John, The Sun, Moon & Herbs
- Eric Clapton, Eric Clapton
- The Faces, Long Player
- Harry Nilsson, Nilsson Schmilsson, Pussy Cats
- Humble Pie, Rock On
- Joe Ely, Lord of the Highway
- John Hiatt, Beneath This Gruff Exterior
- Kate & Anna McGarrigle, Kate & Anna McGarrigle
- Keith Moon, Two Sides of the Moon
- Leo Sayer, Endless Flight
- Lynyrd Skynyrd, Second Helping
- Marvin Gaye, Let's Get It On deluxe edition
- Renée Geyer, Renée Geyer (Portrait)
- Sheryl Crow, The Globe Sessions
- The Crickets, Double Exposure
- Yoko Ono, Fly

- Bibliothèque nationale de France: cb140122437 (data)
- Gemeinsame Normdatei: 134568990
- International Standard Name Identifier: 0000 0000 5519 1423
- Library of Congress Control Number: no2008185377
- MusicBrainz: bac9f82f-8c72-48a8-9b04-6e46ce8d4e77
- Nationale Bibliotheek van Tsjechië: xx0183481
- Système universitaire de documentation: 161777163
- Virtual International Authority File: 66663063
- WorldCat: E39PBJwxJq3hm7BdKkR47MHXBP